# Goloubié Routchi
Goloubié Routchi (en russe : Голубые Ручьи) est un possiolok du raïon de Kola de l'oblast de Mourmansk, en Russie arctique. Il fait partie de l'établissement urbain de Kildinstroï, et sa population s'élevait à 447 habitants au recensement de 2010.

## Géographie
Le village de Goloubié Routchi se situe dans l'oblast de Mourmansk, un oblast de la Laponie, en Russie arctique, et il fait partie du district fédéral du Nord-Ouest. Le village fait partie du raïon de Kola, le raïon de l'oblast, avec Kola comme centre administratif. Il fait partie de l'établissement urbain de Kildinstroï, une municipalité du raïon.  
Goloubié Routchi, comme tout l'oblast de Mourmansk, est située dans le fuseau horaire MSK (heure de Moscou). Le décalage horaire appliqué par rapport au temps universel coordonné est +03:00.

## Démographie
Recensements (*) et estimations de la population,:
| 2002 * | 2010* | - | - |
| ------ | ----- | - | - |
| 128    | 447   | - | - |

Concernant les ethnies, en 2002, sur les 128 habitants, il y avait 66 % de Russes.